# 殷承瓛
殷 承瓛（いん しょうけん）は、清末民初の軍人・政治家。中国同盟会に属した革命派の人物で、後に雲南派の軍人となり、護国戦争（第三革命）では護国軍に参加した。字は叔桓。

## 事績

### 革命派としての活動
廩生（食禄を支給された生員）であった殷承瓛は、1903年（光緒29年）に日本へ留学する。東京振武学校を経て、陸軍士官学校第5期工兵科で学んだ。また、この際に中国同盟会に加入している。帰国後、雲南の新建陸軍第19鎮に加入し、正参謀官、正参議などを歴任した。雲南陸軍講武堂の創設にも関与している。
1911年（宣統3年）の辛亥革命では、殷承瓛は革命派における主導者の1人として、蔡鍔、唐継尭らとともに謀議に参加した。そして10月30日に、革命派は昆明で蜂起を決行した（昆明重九起義）。蜂起成功後に、蔡を都督とする大漢雲南軍都督府が樹立されると、殷は同政府の参謀部総長に任命された。

### チベット遠征と田地調査
1912年（民国元年）6月、殷承瓛は西征軍総司令官（援蔵司令官）としてチベットに出征し、各地でチベット軍を破った。この際に、四川都督尹昌衡も同じくチベットに出征し、作戦上の齟齬から、雲南軍と四川軍の間で紛争が発生しかけている。しかし同年12月、殷は大過なく軍を昆明に帰還させた。同月29日、北京政府から陸軍少将兼陸軍中将銜を授与され、翌1913年（民国2年）4月12日には陸軍中将に昇進している。
1913年（民国2年）10月、蔡鍔が雲南都督を離任して北京に赴くと、殷承瓛もこれに随従して、北京総統府顧問官に任ぜられた。1915年（民国4年）1月、全国経界局清丈処処長（全国経界局督弁は蔡鍔）となる。殷は東三省や朝鮮に赴き、中国における土地の現状を学んだ。その上で、経界局秘書長周鍾嶽とともに、田地調査のための法規制定や研究に尽力している。その成果として、『経界法規草案』、『中国歴代経界紀要』、『各国経界紀要』の3つの著作をまとめた。

### 護国戦争と晩年
同年、袁世凱が皇帝即位を画策すると、殷承瓛は蔡鍔とともに北京から逃亡し、雲南へ戻る。12月、袁が皇帝に即位すると、蔡は唐継尭らと協力して、袁討伐のための護国戦争（第三革命）を昆明で発動した。殷は蔡が率いる護国第1軍参議に任命され、四川へ出兵した。
護国戦争勝利後の1916年（民国5年）8月13日、殷承瓛は劉鋭恒の後任として川辺鎮守使に任命された。しかし翌1917年（民国6年）、同じ雲南派の軍人である羅佩金が四川で敗北し、雲南へ撤退してしまう。そのため殷も地位を保つことができず、やはり雲南へ引き上げた以後、殷は軍事や政治に関与しようとせず、引退した。
殷承瓛の最期については、説が様々に分かれている。『陸良県志』は、引退後に上海へ赴いてチベット密教に傾倒し、1945年（民国34年）に上海で死去としている。しかし『雲南省志 人物志』は、同年に昆明で死去としており、『中国国民党百年人物全書』 は1946年（民国35年）中に死去して同年9月10日に国民政府から追悼・顕彰を受けたとし、さらに『民国人物大辞典 増訂版』は1946年（民国35年）12月1日、昆明で死去としている。

## 注
1. ↑  雲南省陸良県志編纂委員会編（1991）、894頁は、1904年（光緒30年）に留学し、陸軍士官学校第6期卒業としている。
2. 1 2  劉国銘主編（2005）、1987頁
3. 1 2 3  徐主編（2007）、1250頁。
4. ↑  雲南省陸良県志編纂委員会編（1991）、894-895頁
5. ↑  雲南省陸良県志編纂委員会編（1991）、895頁
6. ↑  雲南省陸良県志編纂委員会編（1991）、895-896頁
7. ↑  『政府公報』第239号、1913年（民国2年）1月5日。
8. ↑  『政府公報』第335号、1913年（民国2年）4月13日。
9. ↑  雲南省陸良県志編纂委員会編（1991）、896頁
10. ↑  徐主編（2007）、1250頁による。劉国銘主編（2005）、1987頁は、「護国軍総参謀長」に任命されたとしている。雲南省陸良県志編纂委員会編（1991）、897頁は、殷は唐継尭率いる護国第3軍参議処処長に任命され、貴州方面からの四川進攻に貢献したとしている。
11. ↑  『政府公報』第220号、1916年（民国5年）8月14日。
12. ↑  雲南省陸良県志編纂委員会編（1991）、897頁
13. ↑  『国民政府公報』第2076号によると、1936年（民国25年）6月16日、同姓同名の人物が陸軍少将に任命されている。しかし本記事の殷承瓛と同一人物かどうかは確定できない。
14. ↑  このほか、雲南辞典編輯委員会編（1993）、663頁も1945年死去をとる。